# Zimmermanntelegrammet

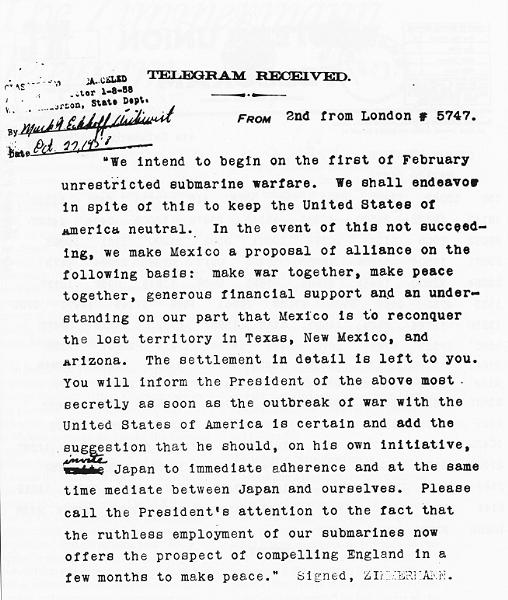
Det dechiffrerade telegrammet

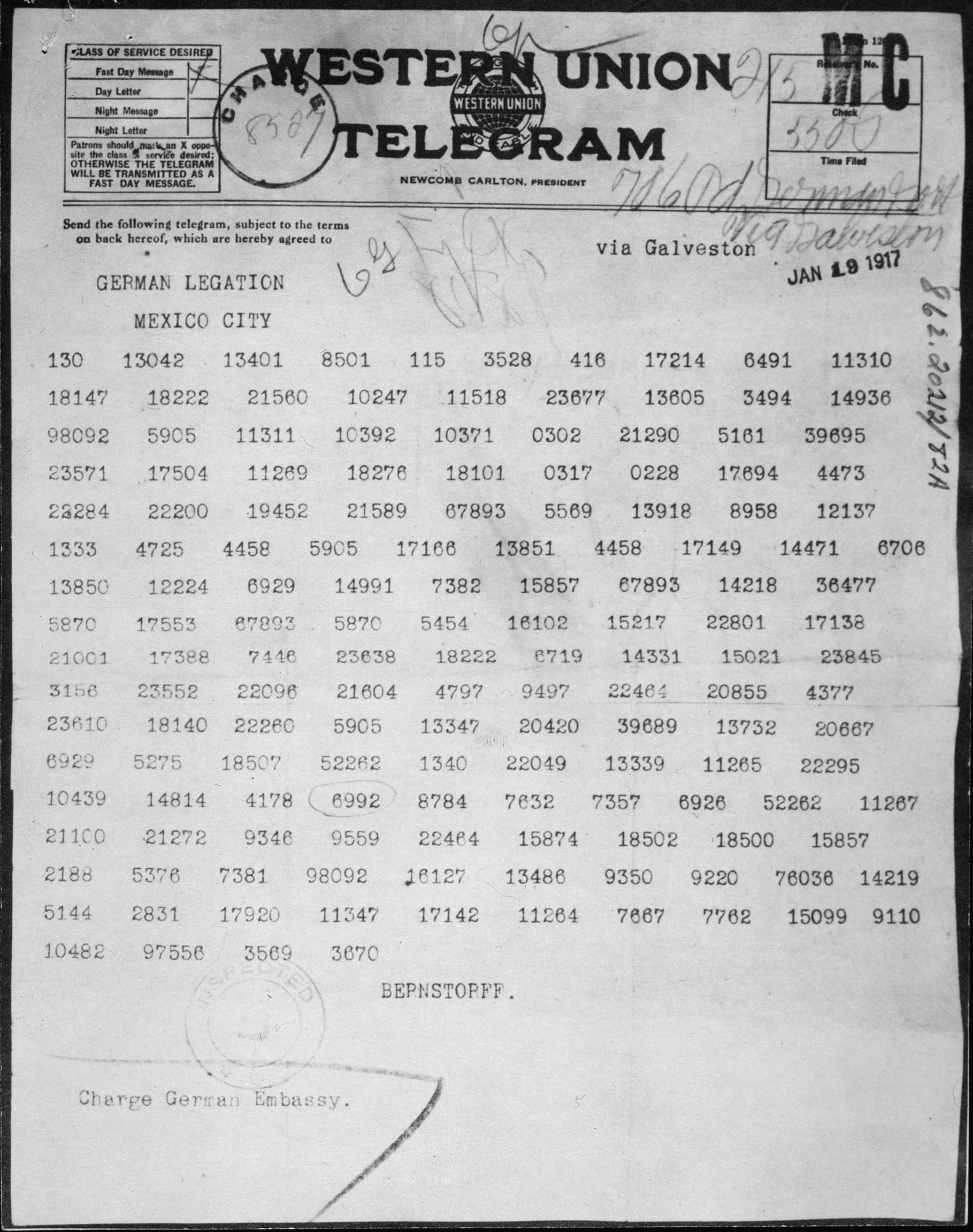
Det krypterade telegrammet

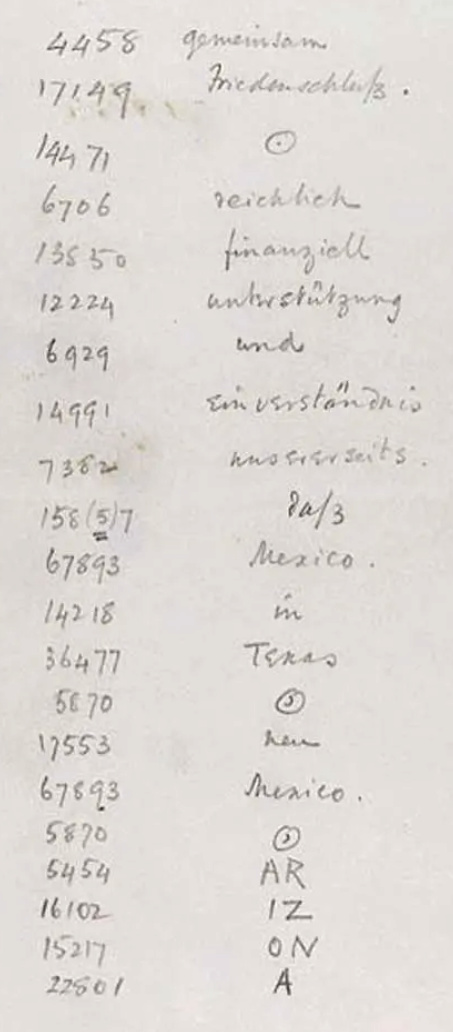
Kodknäckarnas anteckningar

Zimmermanntelegrammet kallas det kodade telegram som den tyske utrikesministern Arthur Zimmermann i januari 1917 skickade till den tyske ambassadören Heinrich von Eckardt i Mexiko. Telegrammet blev uppsnappat av brittisk underrättelsetjänst i London som lyckades forcera det kodade innehållet. Britterna sände sedan vidare klartexten till Washington DC vilket bidrog starkt till att USA trädde in i första världskriget.
En populär beskrivning av historien om telegrammet, med detaljerade källhänvisningar, är Barbara Tuchman, The Zimmermann Telegram (1958; svensk översättning, Zimmermanns telegram, 1983). En hemligstämplad amerikansk rapport om händelserna skrevs 1938 av William F. Friedman och Charles J. Mendelsohn, "The Zimmermann Telegram of January 16, 1917 and Its Cryptographic Background" (33 sidor). Denna rapport frisläpptes 1965 och Tuchman kommenterar dess innehåll i förordet till andra upplagan (1966) av sin bok, som den svenska översättningen bygger på.

## Innehåll i telegrammet
I detta telegram framkom det att Tyskland skulle inleda oinskränkt ubåtskrig från och med den 1 februari 1917, d.v.s. att utan förvarning gå till attack mot fartyg. Tyskarna hoppades att detta skulle förmå Storbritannien och övriga i Ententen att inleda förhandlingar om fred. Tyskarna var även oroliga att det oinskränkta ubåtskriget skulle få USA att gå med i kriget mot Tyskland och man behövde därför en plan för att hålla kvar USA på den amerikanska kontinenten. I telegrammet föreslog man därför att Mexiko skulle gå i krig mot USA och med tysk hjälp kunna återta tidigare förlorat territorium i Texas, New Mexico och Arizona. Då förhållandet vid denna tid var mycket spänt mellan USA och Mexiko fanns en viss möjlighet att detta skulle kunna genomföras.

## Mexikos svar
Mexikos president, Venustiano Carranza svarade att det skulle bli stora problem om man försökte ta tillbaka förlorad mark. Ett krig mot USA skulle innebära att hjälp behövdes, hjälp som Tyskland omöjligen kunde ge, både av geografiska skäl och genom att Tyskland hade fullt upp i Europa. Dessutom skulle det bli en omöjlig uppgift att förvalta en så stor amerikansk befolkning, då olika uppror sannolikt skulle bli för mycket att hantera. Mexikos svar kom den 14 april 1917 - 8 dagar efter USA:s inträde i kriget.

## Brittiskt uppsnappande av telegrammet
Brittisk underrättelsetjänst (the British Naval Intelligence unit, Room 40) snappade upp telegrammet och forcerade det. Den använda koden - tyska utrikesdepartementets kod 13040 - hade använts i många år och var dåligt konstruerad, då den sedan länge var läsbar för britterna, som rekonstruerat delar av kodboken genom kryptoanalys (ibland ser man uppgiften att telegrammet kunde läsas tack vare hjälp av tidigare erövrade kodböcker från tyska agenter, men detta stämmer inte; uppgiften kommer troligen från de brittiska försöken att dölja att de genom analys rekonstruerat delar av den använda kodboken, vilket man ville dölja för tyskarna). RMS Lusitania hade sänkts två år innan och fått den amerikanska opinionen mot Tyskland att vända. Britterna insåg att telegrammets innehåll ytterligare skulle mana amerikanerna till strid på deras sida och de valde därför att dela med sig av innehållet, trots att detta med säkerhet skulle leda till att tyska utrikesdepartementet ändrade kod, så att man inte längre från brittisk sida kunde följa med i telegramtrafiken.

## Effekten på USA
Redan den 23 februari fick USA:s ambassadör i London en kopia på telegrammet och två dagar senare fick president Woodrow Wilson ta del av det. Värt att notera var att känslorna bland den amerikanska befolkningen var starkt antityska och antimexikanska. Pancho Villa hade jagats länge och han var ofta över gränsen och gjorde räder, som kostade regeringen stora summor. Den 1 mars släpptes det ut till pressen, men trots alla "anti"-känslor, trodde opinionen att detta var falskt, ett sätt att få starkare skäl att gå i strid. Tyskland, Japan och Mexiko förstärkte detta.

## Zimmermann träder fram
Otroligt nog gick Zimmermann ut i offentliga tal, vid två tillfällen, den 3 mars samt den 29 mars, och bekräftade äktheten. Han förklarade att målet var att försöka få USA att fortsätta på sin neutrala linje, och att maningen till Mexiko (även Japan) endast skulle träda i kraft vid en eventuell krigsförklaring från USA. Zimmermann anklagade till och med Woodrow Wilson för att på ett särskilt ohyfsat sätt ha brutit förbindelserna med Tyskland den 3 februari (Tyskland hade börjat ubåtskriget den 1 februari), vilket medförde att man inte hade möjlighet att förklara situationen.

## USA:s krigsförklaring
När det blev klart för den allmänna opinionen i USA att telegrammet var äkta, verkade det som att det enda alternativet var krig. Telegrammet bidrog alltså starkt till att Woodrow Wilson den 2 april 1917 la fram för kongressen att krig skulle förklaras, och att kongressen godkände detta den 6 april.